# Vinos Maravilla

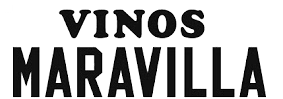
Logo de Vinos Maravilla.

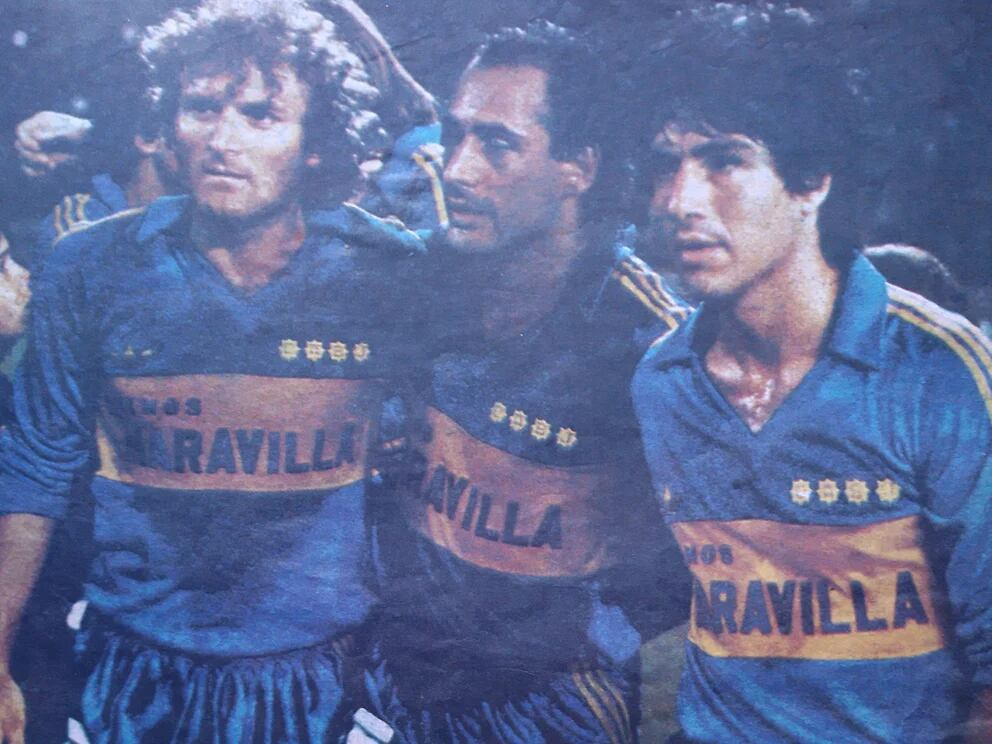
José Berta, J. J. López y Carlos Córdoba con la camiseta de Boca auspiciada por Vinos Maravilla.

Vinos Maravilla fue una reconocida marca argentina de vinos producida por la bodega homónima en la provincia de San Juan. Fundada en 1935, a veinte años de su existencia ya era en una de las bodegas de mayor importancia en su provincia.
El 26 de febrero de 1983, en uno de los típicos superclásicos de verano que se disputan en Mar del Plata, Vinos Maravilla se convirtió en la primera marca en auspiciar la camiseta del Club Atlético Boca Juniors, que derrotó a River Plate por 2 a 1.
La empresa sanjuanina salvó a Boca Juniors de la quiebra al duplicar la oferta que había hecho la tecnológica japonesa Hitachi y superar asimismo las ofertas de las también japonesas Fujifilm, Mitsubishi y Toshiba, permitiendo que se cubriera el 90% de los salarios de los jugadores en un momento crítico de la historia económica del club.
Marcó, asimismo, un antes y un después en el fútbol argentino porque fue el primer espónsor en uno de los equipos considerados grandes que se encontraban en ese momento en la primera división (San Lorenzo de Almagro era auspiciado por caramelos Mu-Mu, pero estaba ese año en el ascenso).
Vinos Maravilla se mantuvo como patrocinador de Boca hasta 1984 y disparó sus ventas a causa de ello.
En 2017 la marca fue vendida a la bodega Arena y el predio que tenían, en la intersección de las calles San Lorenzo y Paula Sarmiento en la ciudad de San Juan, se demolió en 2023.